# Middendorff-Wühlmaus
Die Middendorff-Wühlmaus (Microtus middendorffii) ist ein hauptsächlich in Nordsibirien verbreitetes Nagetier in der Gattung der Feldmäuse. Sie zählt zur Untergattung Alexandromys, die in verschiedenen Werken als Gattung geführt wird. Bei Untersuchungen unterschiedlicher genetischer Merkmale, wurde einer nähere Verwandtschaft zur Nordischen Wühlmaus (Microtus oeconomus), zur Alaska-Wühlmaus (Microtus miurus) oder zur Schilfwühlmaus (Microtus fortis) festgestellt.

## Merkmale
Mit einer Kopf-Rumpf-Länge von 90 bis 150 mm, einer Schwanzlänge von 21 bis 42 mm und mit einem Gewicht von 20 bis 70 g ist die Art eine mittelgroße Feldmaus. Die Länge der Hinterfüße beträgt 15 bis 22 mm und die Ohren sind 10 bis 15 mm lang. Die Färbung des Fells der Oberseite liegt zwischen rotbraun und dunkelbraun. Auf der Unterseite ist graues bis hellgraues Fell vorhanden. Zusätzlich ist der Schwanz oberseits dunkel und unterseits hell. Die Middendorff-Wühlmaus weicht im Aufbau der Molaren und des Penisknochens von anderen Feldmäusen ab.

## Verbreitung
Dieses Nagetier lebt im Norden Russlands im asiatischen Sibirien. Es erreicht im nordwestlichen Ural europäische Gebiete. Die Middendorff-Wühlmaus bewohnt die Tundra und Marschland, die durch Torfmoose gekennzeichnet sind. Sie hält sich von Kulturlandschaften fern.

## Lebensweise
Die Exemplare graben ihren Bau, der von einer Kolonie bewohnt wird, in trockenen Erdhügeln oder im Schutz von Büschen. Im Sommer besteht die Nahrung vorwiegend aus Stängeln von Kräutern, Blättern und Sauergrasgewächsen während im Winter Wurzeln bevorzugt werden.
Eine Familiengruppe gräbt mehrere Tunnelsysteme pro Jahr. Zusätzlich kommen im Sommer aus Pflanzenteilen gewobene Nester vor. Der komplexe Winterbau hat 10 bis 20 Ausgänge und besteht aus mehreren Gängen, aus Wohnkammern im Erdreich und in der Schneedecke sowie aus Vorratslagern. In der warmen Jahreszeit gehören nur eine Wohnkammer und 3 bis 4 Ausgänge zum Bau. Der Nahrungsvorrat im Bau kann mehrere Kilogramm wiegen. Die Middendorff-Wühlmaus ist sowohl tags als auch nachts aktiv.
Weibchen können sich in kalten Jahren zwischen Mai und August fortpflanzen sowie in wärmeren Jahren zwischen März und Oktober. Nach dem ersten Winter kommen bei Weibchen bis zu drei Würfe pro Jahr vor. Zwischen zwei Würfen liegen durchschnittlich 33 Tage und allgemein bis zu 55 Tage. Die Trächtigkeitsdauer beträgt 19 bis 21 Tage. Im zeitigen Frühjahr geborene Weibchen können sich noch im selben Jahr erfolgreich paaren. Wie bei vielen nördlichen Wühlern unterliegt die Populationsgröße stärkeren Schwankungen. Der Bestand nimmt bei Überschwemmungen deutlich ab und es kommt zu längeren Wanderungen.

## Gefährdung
Die IUCN listet die Middendorff-Wühlmaus als nicht gefährdet (least concern), da keine Bedrohungen vorliegen und die Art weit verbreitet ist.